# ГЕС Hónglín
ГЕС Hónglín (红林水电站) — гідроелектростанція у центральній частині Китаю в провінції Ґуйчжоу. Знаходячись між ГЕС Zhǎixiàngkǒu (вище по течії) та ГЕС Hóngyán (36 МВт), входить до складу каскаду на річці Māotiàohé, правій притоці Уцзян (великий правий доплив Янцзи).
В межах проекту річку перекрили бетонною гравітаційною греблею висотою 27 метрів та довжиною 125 метрів. Вона утримує водосховище з об'ємом 710 тис. м3 (корисний об'єм 360 тис. м3), в якому припустиме коливання рівня поверхні у операційному режимі між позначками 1026,5 та 1030 метрів НРМ (під час повені рівень може зростати до 1039 метра НРМ, а об'єм — до 2 млн м3).
Від греблі через правобережний гірський масив прокладено дериваційний тунель довжиною 5,1 км з діаметром 6 метрів (при цьому відстань між греблею та машинним залом по руслу річки становить 13,2 км). В системі також працює вирівнювальний резервуар висотою 27 метрів та діаметром 12 метрів.
На станції встановили три турбіни потужністю по 34 МВт, які використовували напір у від 135 до 145 метрів (номінальний напір 142 метра) та забезпечували виробництво 383 млн кВт-год електроенергії на рік. В 2010 році завершилась модернізація, внаслідок якої потужність об'єкту зросла до 135 МВт.